# Carlo Rovelli
Carlo Rovelli (Verona, 1956. május 3. –) kortárs olasz elméleti fizikus. Dolgozott Olaszországban és az USA-ban, jelenleg Franciaországban tevékenykedik. Fő kutatási területe a hurok-kvantumgravitáció.

## Élete
1956. május 3-án született Veronában. Szülővárosában érettségizett, Bolognában diplomázott fizikából, Padovában doktorált.
Számos tudományos ismeretterjesztő könyvet írt, köztük a Hét rövid fizikai leckét, amely 41 nyelvre lefordított bestsellerré vált, több mint egy millió eladott példánnyal.
2019-ben Az idő rendje című művének köszönhetően bekerült a Foreign Policy folyóirat által alapított Global Thinkers listára, azaz a világ 100 legfontosabb gondolkodója közt tartják számon.
Már egyetemista korában magával ragadta az a probléma, hogy mi történik a parányi méretek világában. A Planck-hossz az a határ, ami alatt a hosszúság fogalma értelmetlenné válik. Ez hozzávetőleg 10-33 cm. Piros betűkkel írta le ezt a számot és a szobája falára kifüggesztette. Már ekkor elhatározta, hogy legfőbb célja lesz megérteni, mi történik a „parányi léptékek szintjén, ahol a tér és az idő megszűnik az lenni, ami.” 

## Hurok-kvantumgravitáció
Bryce DeWitt és John Wheeler voltak azok, akik 1967-ben első alkalommal felállították az időváltozó nélküli kvantumgravitációs egyenletet. Rovelli mindkettejüket személyesen ismerte és sokra becsülte. Szellemi atyáinak tekinti őket.
1988-ban Rovelli, Lee Smolin és Abhay Ashtekar megalkották a hurok-kvantumgravitáció (loop quantum gravity) elméletét. Ma ez az egyik legfontosabb elméleti kutatásvonal a tér és idő kvantumtulajdonságainak leírására.

## Az idő nélküli fizika
Nézete szerint az idő múlása nem egy általános folyamat, hanem egy értelmezési mód, ahogyan a valóságra tekintünk.
A fizikában az idő irányának csak akkor van szerepe, amikor a hő is jelen van. A hő nem haladhat hideg test felől meleg test felé változatlan körülmények között.  Ez az egyetlen törvényszerűség, amelyben a fizika megkülönbözteti a múltat a jelentől. A hőnek ez az irreverzibilis mozgása az entrópia. Amikor egy folyamat időben visszafelé történése képtelenség, akkor valami biztosan felmelegszik. Véleménye szerint az idő irányultsága valós tény, de ez csak azért van így, mert emberi perspektívából nézzük. Az entrópia miatt kerül nyugalomba a földre esett kő, az entrópia mozgatja a világot, nem az energia. A kő felmelegíti a földet a vele való érintkezéskor. Ilyenkor a mechanikai energiája hőenergiává alakul. Ez a folyamat mindig visszafordíthatatlan. A lefelé eső testek esetén is megfordítható az irány, hisz a lezuhant labda vissza is tud pattanni a földről.

### A „most” értelme vagy értelmetlensége
A sajátidő függ attól, hol tartózkodunk, milyen tömegek hatnak ránk, mozgunk-e, és ha igen, milyen sebességgel. Az állítás megvilágítására számos szemléletes példát használ.
A most mit csinál egy másik ember kérdése tudományos szempontból értelmezhetetlen nézetei szerint, hisz ha szabad szemmel látható közelségben van a másik, akkor is csak azt tudjuk érzékelni, hogy fénysugarak jönnek róla a szemünkig. Bár ebben az esetben a fény útja csak pár nanoszekundumot vesz igénybe, mi akkor is csak azt láthatjuk, ami pár nanoszekundummal ezelőtt indult. 
Ha fénynek évek kellenek ahhoz, hogy eljusson az érzékelésünkig, akkor a mi saját időnk a fény indulásához képest több évnyi különbségre van. A hanggal kapcsolatban is elmondhatjuk ugyanezt.
Azt sem állíthatjuk, hogy egy másik bolygóról most induló fénysugár az az, amit mi néhány év múlva meglátunk a távcsőben, hisz meglehet, hogy a személy, akiről a több éve indult fény eljut hozzánk, már testileg mellettünk tartózkodik a Földön.
Rovelli súlyos megállapítása, hogy a mi jelenünk nem terjed ki az univerzum egészére. 
Nincs mindenhol és mindenkire érvényes, általános jelen. Legfeljebb viszonylagos jelenről beszélhetünk, de ha viszonyítási pontot változtatunk,
ez érvényét veszíti. A világ tehát nem jelenek, lineáris időpillanatok egymásra következése: időszerkezete ennél sokkal bonyolultabb. A világot „megérteni” kifejezés definiálása is nehézségekbe ütközik. A világot az ember látja, leírja, rendet teremt benne, de keveset tud arról, hogy milyen kapcsolat van a világ, és aközött, ami az ember számára felfogható. 

## Dolgok helyett események
Rovelli szerint a világ leírására az események alkalmasak, hisz a leginkább "dolgoknak" látszó dolgok is hosszan tartó események. A legszilárdabb tárgy is csak együttrezgések, erők kölcsönhatása. Egy olyan folyamat, ami egyensúlyban tarthatja magát. Véleménye szerint a világot tünékeny hangok és hullámok alkotják, események hálójából épül fel.
A háború pl. nem dolog, hanem események láncolata. Akárcsak a vihar vagy a felhő, a hullám, a család vagy az emberi lény.
A modern fizika úgy írja le a világot, ahogy megtörténik, és nem úgy, ahogy van. 
Ha a világ dolgokból állna, akkor mégis mik lehetnének ezek a dolgok? Hosszú időn át, főként a fizikusok, mindenáron találni akartak egy ősanyagot.
Állítása szerint igazi üresség a térben nem létezik, mert ahol nincsenek atomok, ott is megfigyelhető a részecskék hullámzása. A tenger hullámaival szemléltetve ezt a mozgást: úgy képzeljük el a teret, a világot, mint ahogy a tenger hullámai morajlanak. A világ alkotórészecskéi szüntelenül vibrálva jönnek létre, fodrozódással szétterjednek, és mint a tenger hullámai, eltűnnek és újra felbukkannak. A világot ilyen események, a rövid ideig létező részecskék felbukkanása és eltűnése határozza meg, építi fel.

## Magyar vonatkozások
Olasz lévén ismeri Molnár Ferenc A Pál utcai fiúk  című regényét, feltehetőleg kedveli, hisz egyik művében példái közt szerepel. 
Rovelli a „grammatika alkalmatlansága” kapcsán megemlíti, hogy sok mai nyelv jelen, múlt és jövő időben ragozza az igéket, ezen a módon pedig nem lehet a világ valóságos időszerkezetéről beszélni, mert az jóval összetettebb ennél. Összezavar minket az, hogy a nyelv grammatikája különbséget tesz a múlt, jelen és jövő közt, mivel nem létezik objektív és egyetemes jelen. Az ő véleménye az, hogy az ilyen grammatika pontatlan, nem alkalmas a világ sokrétűségének megragadására.
A jelenkori magyar nyelvhasználati trendet követő fordítás nem tesz különbséget múlt, jelen és jövő között, a nyelv ez irányú különbségtételét figyelmen kívül hagyja. Az olasz eredetiben minden ige jelen időben szerepel.

## Magyarul megjelent művei
- Hét rövid fizikalecke; ford. Balázs István; Park, Bp., 2016
- Az idő rendje; ford. Balázs István; Park, Bp., 2018
- A valóság nem olyan, amilyennek látjuk. A dolgok elemi szerkezete; ford. Balázs István; Park, Bp., 2020
- A tudomány születése. Anaximandrosz forradalma; ford. Balázs István; Park, Bp., 2021